# Фил Викери
Фил Викери (енгл. Phil Vickery; 14. март 1976) бивши је рагбиста који је са репрезентацијом Енглеске 2003. освојио титулу шампиона света.

## Биографија
Висок 190 цм, тежак 125 кг, Викери је играо на најзахтевнијој позицији, а то је позиција број 3 - стуб (енгл. Tight head prop). У каријери је играо за две екипе, девет година био је у Глостеру и 4 године у Воспсима. Два пута је ишао на турнеје са лавовима, а за рагби репрезентацију Енглеске је одиграо 73 тест мечева и постигао 2 есеја.